# Sebastian Schrader
Sebastian Schrader (* 1978 in Berlin) ist ein deutscher Maler.

## Biografie
1978 geboren in Berlin, studierte Schrader an der Kunsthochschule Berlin-Weißensee Malerei bei Werner Liebmann. Nach seinem Diplom in Malerei 2006 wurde er 2007 Meisterschüler bei Werner Liebmann. Sebastian Schrader lebt und arbeitet in Berlin.

## Ausstellungen (Auswahl)
- 2017: Der stinknormale Mann, Motorenhalle Dresden (G)
- 2016: Flickering Lights, Kulturbahnhof Eller, Düsseldorf
- 2015: Aufgeschoben, Kunstverein Mannheim; Personal Structures - Crossing Borders, Palazzo Mora. Venedig, Italien (G) (K)
- 2011: Vierunddreißig zu Kleist, Kirche St. Marien, Frankfurt an der Oder (G) (K)
- 2010: Sebastian Schrader - In Between, Gesellschaft für Bildende Kunst, Trier; Ausgewählt. Kunst im deutschen Pavillon EXPO 2010, Shanghai. China (G)
- 2009: Out of Wedding, Uferhallen, Berlin (G)
- 2005: Herzschuss erfunden, Diplomausstellung. Kunsthochschule Berlin-Weißensee, Berlin (G)
- 2004: Lichtscheu, Deutsches Architekturzentrum, Berlin. (G)

(G) Gemeinschaftsausstellung (K) Katalog

## Auszeichnungen
- 2015: Kuratoriumspreis des Mannheimer Kunstvereins